# Mattia Bortoloni

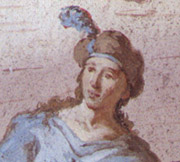
Selbstporträt im Fresko der Kuppel der Villa Cornaro, 1716/17

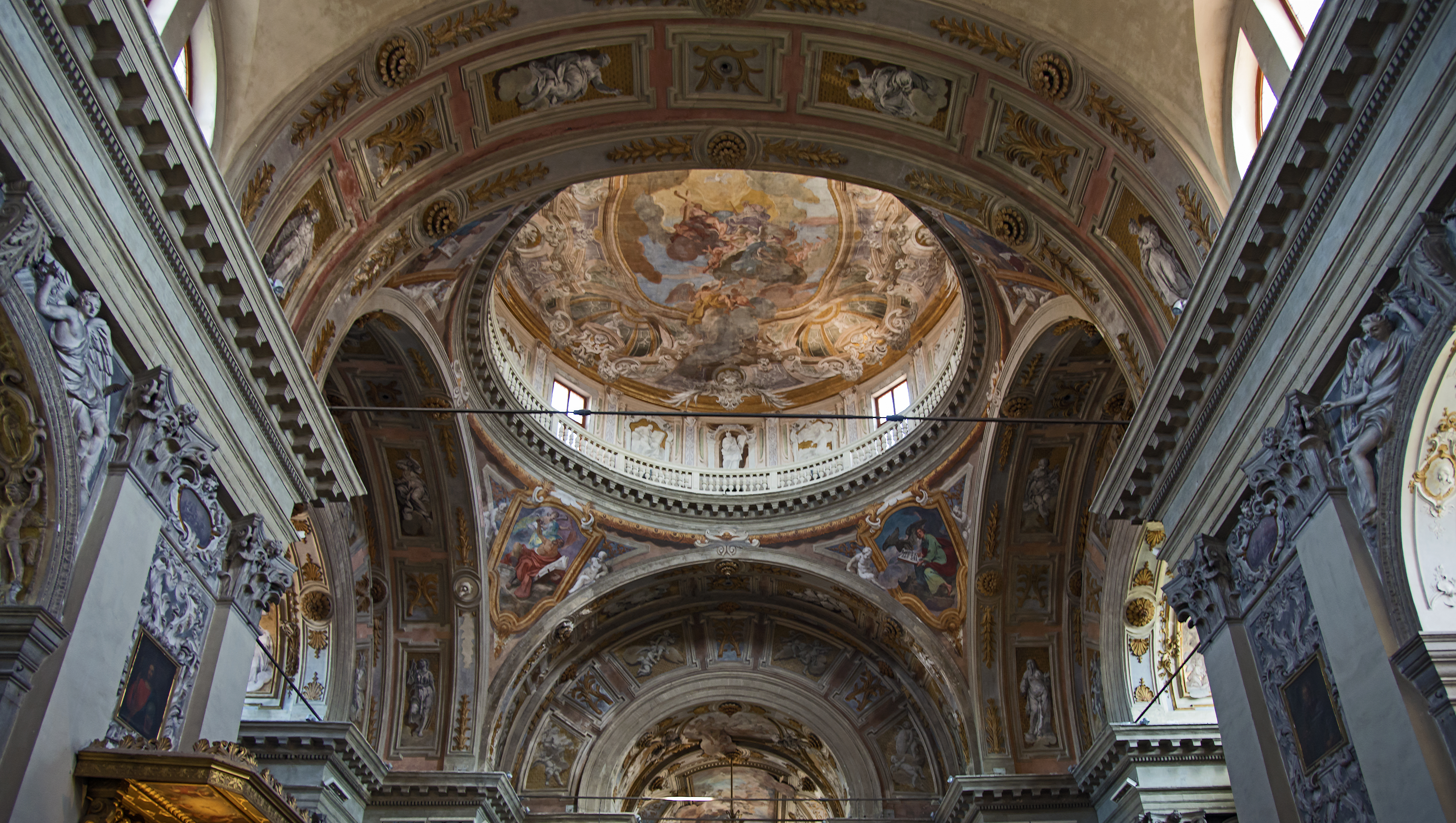
Kuppel in San Nicola da Tolentino (Venedig)

Mattia Bortoloni (* 31. Mai 1696  in Canda oder in San Bellino bei Rovigo; † 9. Juni 1750 in Mailand) war ein italienischer Maler.
Bortoloni war ein Schüler von Antonio Balestra in Verona. Er wirkte hauptsächlich im Raum Venedig und in Bergamo. Von ihm sind Fresken in Kirchen und Privathäusern sowie Altargemälde bekannt.
1950 entdeckte Nicola Iwanow, dass Bortoloni der Maler der Fresken in der Villa Cornaro in Piombino Dese bei Padua war, die 1716 in Auftrag gegeben worden waren Weitere Werke sind in den Kirchen von Castelguglielmo und von Fratta Polesine, in der Kirche San Nicolò da Tolentino (Theatinerkirche) in Venedig (Fresken, um 1730), in San Vittore in Mailand (Fresken), in San Bartolomeo in Bergamo (Fresken), in Turin (Consolata, Fresken), im Santuario della Madonna di Vico nahe Mondovì (Fresken), im Palazzo Ca’ Rezzonico in Venedig (Deckengemälde) und dem Palazzo Ca’ Vendramin Calergi in Venedig. Er war auch 1746 bis 1748 an den Deckenfresken der Basilika von Vicoforte beteiligt (mit Giuseppe Galli Bibiena und Felice Biella).
In San Zanipolo in Venedig ist sein Gemälde Madonna mit den Märtyrern Johannes und Paulus, im Dom von Ferrara das Predigtwunder des Heiligen Petrus und in S. Trinitate in Rovigo das Almosen-Wunder des Heiligen Thomas von Villanova.